# Hercules Andossus

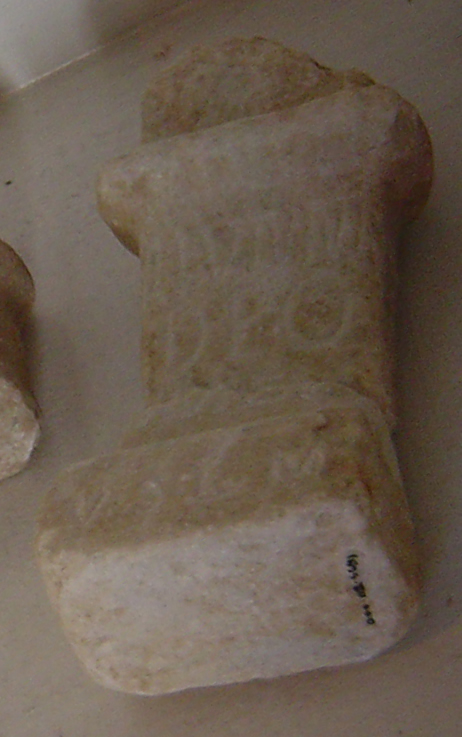
Inschrift aus Montauban: ILUNNI / DEO / -- / V(otum) S(oluit) L(ibens) M(erito)

Hercules Andossus oder Andosto (weitere Schreibvarianten Andosius und Andossius) war ein keltischer Gott der Gallier, der vor allem im Garonne-Tal und den Pyrenäen verehrt wurde.

## Beinamen
Der Gott Andossus trägt in den überlieferten Inschriften eine Reihe von Beinamen. Er erscheint als Toliandossus, als Erge und als Ilunnus (auch Arsilunnus oder Astoilunnus). Letzterer Name ist vielleicht mit dem Gott Ialonus-Contrebis identisch, der auch in Großbritannien bekannt war. Erge wird als „Gesegneter“ oder „Himmel“ gedeutet, Ilunnus als „der Dunkle“ oder „Gott der Lichtung“.